# Cantón de Annemasse-Norte
El cantón de Annemasse-Norte (en francés canton d'Annemasse-Nord) era una división administrativa francesa que estaba situada en el departamento de Alta Saboya, de la región de Ródano-Alpes.
En aplicación del decreto nº 2014-153 de 13 de febrero de 2014, el cantón de Annemasse-Norte fue suprimido el 1 de abril de 2015 y sus ocho comunas pasaron a formar parte; cinco del nuevo cantón de Gaillard y tres del nuevo cantón de Annemasse.

## Composición
El cantón estaba formado por siete comunas más una fracción de otra:
- Ambilly
- Annemasse (fracción)
- Cranves-Sales
- Juvigny
- Lucinges
- Machilly
- Saint-Cergues
- Ville-la-Grand